# Кассель (округ)
Адміністративний округ Кассель (нім. Kassel) — один з п'яти адміністративних округів Гессена. Знаходиться на південному сході землі. Був утворений 1945 року.
Адміністративним центром округу є місто Кассель.

## Адміністративний поділ
Райони:

| Німеччина | Це незавершена стаття з географії Німеччини. Ви можете допомогти проєкту, виправивши або дописавши її. |